# Hilia Barber
Hilia Garez Gomes Lima Barber (* 21. April 1944 in Bissau, Geschichte von Guinea-Bissau, heute: Guinea-Bissau) ist eine Diplomatin und Politikerin der Partido Africano da Independência da Guiné e Cabo Verde (PAIGC) aus Guinea-Bissau, die unter anderem 1999 Außenministerin war.

## Leben
Hilia Garez Gomes Lima Barber wurde nach der Erklärung der Unabhängigkeit von Portugal am 24. September 1973, die am 10. September 1974 von Portugal anerkannt wurde, Diplomatin und fungierte unter anderem als Leiterin der Abteilung Europa und Amerika im Außenministerium. Am 17. April 1996 überreichte sie als erste Botschafterin in Israel ihre Akkreditierung und verblieb auf diesem Botschafterposten bis 1999. Nach dem Ende des Bürgerkrieges wurde sie am 8. Januar 1999 von Präsident João Bernardo Vieira als erste Frau zur Außenministerin ernannt. und löste Fernando Delfim da Silva ab. Dem neuen Kabinett gehörten ferner Francisco Benante als Verteidigungsminister und Aboubakar Dahaba als Finanzminister an. Sie behielt dieses Ministeramt jedoch nur bis Juli 1999, woraufhin Interimspräsident Malam Bacai Sanhá José Pereira Baptista zum neuen Außenminister ernannte.
Nach der Wiederaufnahme diplomatischer Beziehungen wurde Hilia Barber 2011 Botschafterin beim Heiligen Stuhl und verblieb auf diesem Posten bis 2019, woraufhin Filomena Mascarenhas Tipote ihre Nachfolge antrat. Zugleich war sie von 2011 bis 2019 auch Botschafterin in Frankreich.